# Serguéi Shárikov
Serguéi Alexándrovich Shárikov –en ruso, Сергей Александрович Шариков– (Moscú, 18 de junio de 1974–Tarusa, 6 de junio de 2015) fue un deportista ruso que compitió en esgrima, especialista en la modalidad de sable.
Participó en tres Juegos Olímpicos de Verano, obteniendo en total cuatro medallas: oro y plata  en Atlanta 1996, en las pruebas por equipos (junto con Grigori Kiriyenko y Stanislav Pozdniakov) e individual, respectivamente; oro en Sídney 2000, en la prueba por equipos (con Alexei Frosin y Stanislav Pozdniakov), y bronce en Atenas 2004, en la prueba por equipo (con Alexei Diachenko, Stanislav Pozdniakov y Alexei Yakimenko).
Ganó 7 medallas en el Campeonato Mundial de Esgrima entre los años 1995 y 2003, y 8 medallas en el Campeonato Europeo de Esgrima entre los años 1998 y 2004.

## Palmarés internacional
| Juegos Olímpicos   | Juegos Olímpicos            | Juegos Olímpicos  | Juegos Olímpicos  |
| Año                | Lugar                       | Medalla           | Prueba            |
| ------------------ | --------------------------- | ----------------- | ----------------- |
| 1996               | Atlanta (Estados Unidos)    | Medalla de oro    | Sable por equipos |
| 1996               | Atlanta (Estados Unidos)    | Medalla de plata  | Sable individual  |
| 2000               | Sídney (Australia)          | Medalla de oro    | Sable por equipos |
| 2004               | Atenas (Grecia)             | Medalla de bronce | Sable por equipos |
| Campeonato Mundial |                             |                   |                   |
| Año                | Lugar                       | Medalla           | Prueba            |
| 1995               | La Haya (Países Bajos)      | Medalla de plata  | Sable por equipos |
| 1997               | Ciudad del Cabo (Sudáfrica) | Medalla de plata  | Sable por equipos |
| 1998               | La Chaux-de-Fonds (Suiza)   | Medalla de bronce | Sable individual  |
| 1999               | Seúl (Corea del Sur)        | Medalla de bronce | Sable por equipos |
| 2001               | Nimes (Francia)             | Medalla de oro    | Sable por equipos |
| 2002               | Lisboa (Portugal)           | Medalla de oro    | Sable por equipos |
| 2003               | La Habana (Cuba)            | Medalla de oro    | Sable por equipos |
| Campeonato Europeo |                             |                   |                   |
| Año                | Lugar                       | Medalla           | Prueba            |
| 1998               | Plovdiv (Bulgaria)          | Medalla de bronce | Sable por equipos |
| 2000               | Funchal (Portugal)          | Medalla de oro    | Sable individual  |
| 2000               | Funchal (Portugal)          | Medalla de oro    | Sable por equipos |
| 2001               | Coblenza (Alemania)         | Medalla de oro    | Sable por equipos |
| 2002               | Moscú (Rusia)               | Medalla de oro    | Sable por equipos |
| 2002               | Moscú (Rusia)               | Medalla de plata  | Sable individual  |
| 2004               | Copenhague (Dinamarca)      | Medalla de oro    | Sable por equipos |
| 2004               | Copenhague (Dinamarca)      | Medalla de bronce | Sable individual  |